# Franciszek Zabłocki
Franciszek Ksawery Mikołaj Zabłocki, poljski razsvetljenski pesnik, dramatik, novinar, prevajalec in duhovnik, * 2. januar 1752, † 10. september 1821, Końskowola.
Številna dela Zabłockega so zbrana v Narodni knjižnici Poljske, kjer hranijo rokopise in kopije njegovih najznamenitejših del.

## Življenje
Rodil se je leta 1752 v obubožano plemiško družino. Šolal se je v piaristovski šoli v Międzyrzeczu, nato pa se je za tri leta pridružil jezuitom. Okoli leta 1773, pri 22 letih, se je naselil v Varšavi in tam med drugim deloval kot protokolist (zapisnikar) v Državni komisiji za izobraževanje (Komisja Edukacji Narodowej). Med letoma 1774 in 1777 je sodeloval z revijo Zabawy Przyjemne i Pożyteczne, v kateri je redno izdajal krajša literarna dela, npr. pravljice, satire, pa tudi prevode. Vsebina nekaterih pesmi je bila mitološka (Cztery żywioły/Štirje elementi), pisal pa je tudi idile in ode. Zaradi svojih del je kmalu postal priljubljen na kraljevem dvoru, bil pa je tudi domači učitelj na dvoru kneza Czartoryskega.
Zabłocki je bil demokrat. Podpiral je domoljubno stranko, kar ga je privedlo do opustitve pisanja komedij. Osredotočil se je na satire, pesmi in pamflete. Z njimi je komentiral takratno neustrezno družbeno ureditev.
Leta 1791 je postal regent v Straži zakona (Straż Praw). V času Štiriletnega sejma (Sejm Czteroletni) je bil povezan s stranko patriotov. V času Kościuszkove vstaje 1794 je sodeloval pri obrambi Prage (varšavske mestne četrti). Kljub priljubljenosti je celo življenje živel v revščini. Ko je Poljska propadla, se je preselil v Rim, kjer je postal duhovnik in kasneje dekan. Nato se je vrnil na Poljsko in živel blizu Puław, na posestvu kneza Czartoryskega, kjer je pri starosti 69 let umrl.

## Delo
Za začetek njegovega literarnega delovanja velja objava satir in idil v časopisu Zabawy Przyjemne i Pożyteczne. Delo Zabłockega je opazil kralj Stanisław August Poniatowski, čigar ideja je bila izobraževanje državljanov skozi gledališče. Leta 1779 je Zabłocki postal glavni dramatik novega varšavskega gledališča. Za svoje prvo pomembnejše delo, Zabobonnik (Vraževerni človek), je leta 1780 od kralja Stanisława Augusta prejel medaljo Merentibus in sto zlatnikov. Od leta 1780 do 1788 se je uveljavil kot dramatik – pisal je za Narodno gledališče, kjer je letno pripravil pet dramskih iger. Pisal je predvsem priredbe komedij, pri čemer je uporabljal tekoč in duhovit jezik. Komedije so bile odraz takratnega življenja Poljakov – prikazovale so običaje, spremembe dogajanja v družbi ter vzorce življenja, politično tematiko nesoglasja med fevdalizmom preteklosti in meščanstvom tistega časa.
Od leta 1788 je deloval kot glavni sekretar Združenja za elementarne knjige (Towarzystwo do Ksiąng Elementarnych).
Med letoma 1779 in 1884 je napisal priredbe več kot šestdesetih del. Priredil je številna dela Molièra (Ljudomrznik, Amfitrio, Zdravnik po sili), Figarovo svatbo Beaumarchaisa in Diderotovega Družinskega očeta, poleg tega pa nekaj del manj znanih avtorjev francoske književnosti – Zavajajoči videz Noela Hauterochea ter Deklico sodnico, Vraževernega človeka in Gizdalinovo snubitev (1781) Jeana Romagnesija. Slednja je satirična salonska komedija o mladem moškem, ki z željo po doti išče ženo.
Leta 1781 je izdal komedijo Sarmatstvo (Sarmatyzm), ki je obravnavana kot njegovo najpomembnejše delo. Je priredba Hauterocheve komedije Les nobles de province, v kateri je glavni motiv spor med dvema družinama. V priredbi Zabłockega je dogajanje preneseno na poljsko podeželje, namesto nesporazuma med družinama pa delo govori o pravdanju dveh graščakov zaradi meje njunih posestev. V komediji so prikazane slabe značilnosti Poljakov – domišljavost, alkoholizem in nagnjenost k prepiru.